# Vampire Weekend
Vampire Weekend est un groupe de rock indépendant américain, originaire de New York.

## Biographie

### Débuts et succès (2006–2007)

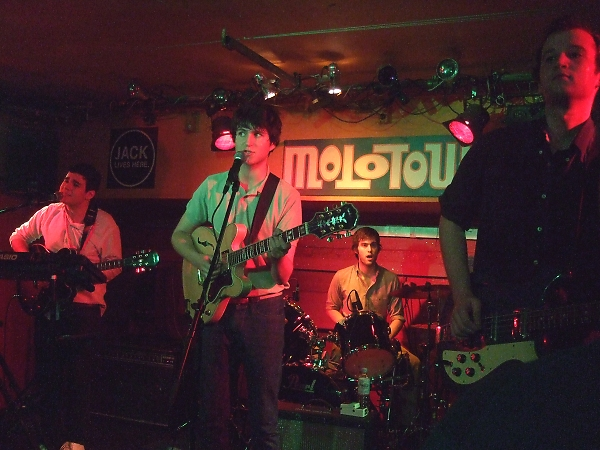
Vampire Weekend en 2007.

Les quatre membres du groupe se sont rencontrés sur les bancs de la faculté de Columbia (New York), ils étaient tous étudiants en musicologie. Ils ont ensuite décidé d'auto-produire leur premier album dès l'obtention de leur diplôme, alors même qu'ils avaient déjà chacun de leur côté trouvé un emploi. Le leader du groupe Ezra Koenig et le batteur Chris Tomson avaient déjà collaboré dans un groupe de rap comique L'Homme Run. Vampire Weekend a attiré l'attention du public et des professionnels grâce à internet et aux blogs, comme le site Stereogum. Le groupe revendique l'influence de la musique populaire africaine et de la musique classique occidentale, et décrivent leur genre de musique comme Upper West Side Soweto, avec des chansons musicalement très sophistiquées et influencées par des rythmes africains  comme Cape Cod Kwassa Kwassa qui fait référence au soukous, ou Oxford Comma.
En 2007, le morceau de Vampire Weekend, Cape Cod Kwassa Kwassa, atteint la 67e place de la liste des 100 meilleures chansons de l'année établie par Rolling Stone,. En novembre 2007, ils tournent au Royaume-Uni avec The Shins. Le buzz qu'ils engendrent sur Internet joue un rôle important dans leur succès et mène à l'organisation de trois tournées avant la sortie de leur premier album. Ils sont déclarés « meilleur nouveau groupe de l'année » par le magazine Spin en mars 2008, et deviennent le premier groupe à poser pour la couverture du magazine avant la sortie de l'album. Quatre morceaux de leur premier album atteignent la liste des Triple J Hottest 100, 2008. Cependant, le contrecoup de leur popularité sur Internet se présente au grand jour, Vampire Weekend est perçu par la presse comme un groupe trop privilégié. Un critique ira même plus loin en appelant Vampire Weekend « le groupe plus blanc que blanc du monde » d'après leurs racines ukrainienne, italienne, perse et hongroise,. Koenig répondra à cette remarque en novembre 2009, en disant qu'« aucun de nous ne fait partie du WASP. »

### Vampire Weekend(2007–2008)
Leur premier album, Vampire Weekend, est publié le 29 janvier 2008. Un succès américain et britannique, il atteint la 15e place de l'UK Albums Chart et la 17e du Billboard 200. Quatre singles sont extraits de l'album ; A-Punk atteint la 25e place du Billboard Modern rock et la 55e place de l'UK Singles Chart, Oxford Comma atteint la 38e place de l'UK Singles Chart. A-Punk est classé quatrième de la Readers' Rock List: Best Songs of 2008 établie par Rolling Stone. A-Punk est utilisé pour le générique du film Step Brothers de Will Ferrell/John C. Reilly.

### Contra(2009–2011)

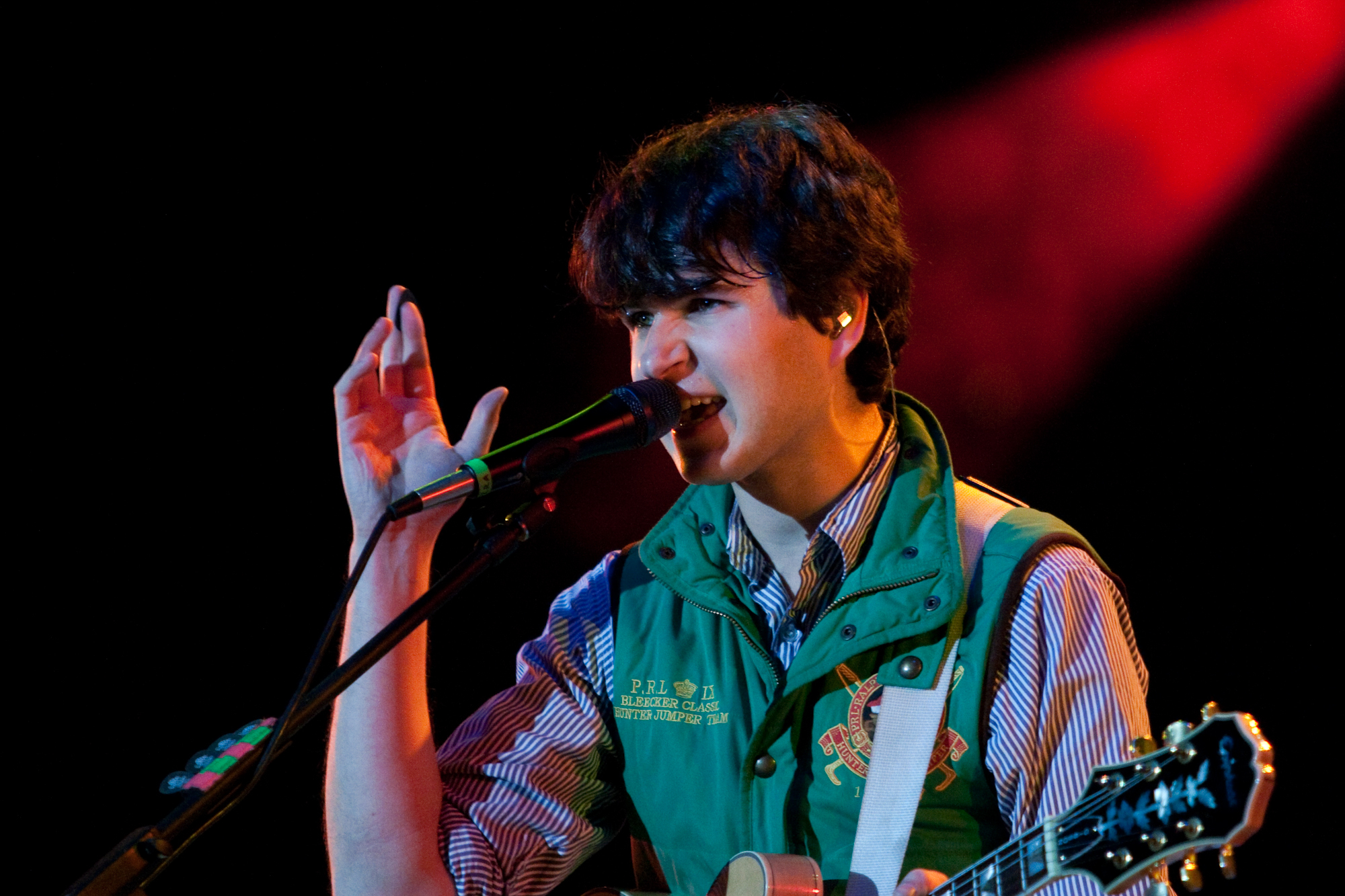
Ezra Koenig avec le groupe, en 2009.

Leur deuxième album, Contra, est publié le 11 janvier 2010 au Royaume-Uni, et le jour suivant aux États-Unis, après avoir repoussé la date à la fin 2009. Leur premier single, Horchata, est publié le 5 octobre 2009. Leur deuxième single, Cousins est publié comme single le 17 novembre 2009. Les premiers exemplaires du CD et LP qui se vendent dans les magasins indépendants américains comprennent un CD bonus de trois pistes. Contra est le premier album du groupe à débuter au Billboard 200.
Le 9 janvier 2010, le groupe joue un concert acoustique au MTV Unplugged. Le mois suivant, il tourne en Europe et au Canada avec le duo d'électro Fan Death.
Ils jouent dans des festivals américains comme le Coachella, Bonnaroo, Austin City Limits Music Festival, All Points West et le Groovin' The Moo festival en Australie. Leur troisième single, Holiday, est publié le 7 juin 2010. Le 25 juin 2010, le groupe joue au Pyramid Stage au Glastonbury Festival, de Pilton, Somerset, au Royaume-Uni. En été 2010, ils jouent au Peace and Love, le plus grand festival suédois. Le 30 juillet 2010, ils jouent au Jisan Valley Rock Festival en Corée du Sud.
Toujours en 2010, Vampire Weekend embarque pour une tournée nord-américaine avec Beach House et Dum Dum Girls.

### Modern Vampires of the City(2011-2024)

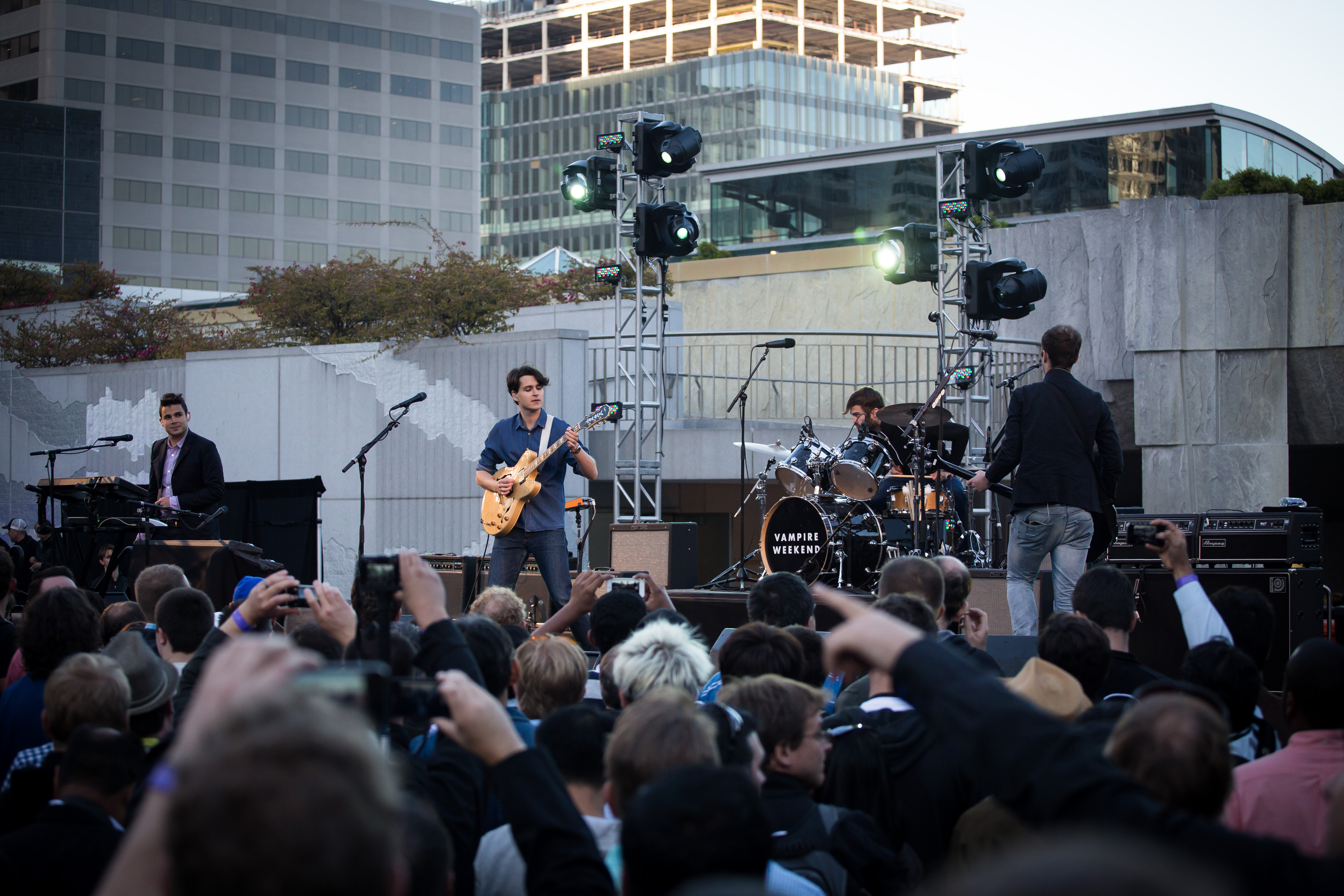
Vampire Weekend en 2013.

Le 11 novembre 2011, Vampire Weekend est annoncé en studio, pour l'enregistrement d'un troisième album. Le 26 avril 2012, Rolling Stone rapporte que ce nouvel opus pourrait être publié d'ici la fin de l'année. Jusqu'à sa sortie, le groupe ne révèle aucun détail sur l'album, expliquant qu'un groupe « peut donner une tonne d'interviews quand il bosse sur un truc » mais « il ne veut pas que quelque chose [de nouveau] soit révélé pour ne pas influencer l'auditeur. »
Modern Vampires of the City est publié en mai 2013, et écrit et enregistré dans différents lieux comme les SlowDeath Studios de New York, l'Echo Park (Back House) de Los Angeles, les Vox Recording Studios d'Hollywood, l'appartement de Rostam Batmanglij à New York et au Martha's Vineyard. L'album est coproduit par Rostam Batmanglij et Ariel Rechtshaid.
L'album débute premier du Billboard, ce qui en fait le second album des Vampire Weekend à en faire autant, après son prédécesseur Contra. Modern Vampires of the City partage presque le même nombre de ventes avec son prédécesseur avec 10 000 exemplaires vinyles vendus. Il atteint aussi les classements indépendants, alternatifs et numériques, ainsi que le top 200. En 2014, Modern Vampires of the City remporte un Grammy dans la catégorie de « meilleur album alternatif ».
Le 26 janvier 2016, Batmanglij annonce son départ sur Twitter. Il explique cependant qu'il continuera de collaborer avec Koenig,. Plus tard le même jour, Koenig annonce l'entrée des Vampire Weekend en studio pour un quatrième album, avec Batmanglij.
Le 26 janvier 2020, Vampire Weekend remporte la récompense du meilleur album de musique alternative, aux Grammys Awards .

### Only God Was Above Us(depuis 2024)
Le 5 avril 2024, Vampire Weekend sort son cinquième album, Only God Was Above Us.

## Membres

### Membres actuels
- Ezra Koenig - chant, guitare (depuis 2006)
- Chris Baio - basse (depuis 2006)
- Chris Tomson - batterie (depuis 2006)[25]

### Ancien membre
- Rostam Batmanglij - claviers, guitare, chant

## Discographie

### Singles
- Cape Cod Kwassa Kwassa (2007)
- Mansard Roof (28 octobre 2007)
- A-Punk (25 février 2008)
- Oxford Comma (26 mai 2008)
- Cousins (17 novembre 2009)
- Horchata (2010)
- White Sky (2010)
- Giving Up The Gun (2010)
- Holiday (2010)
- Diane Young / Step (2013)
- Ya Hey (2013)
- Unbelievers (2014)
- Harmony Hall (2019)

### Apparitions
- OKX : A Tribute to OK Computer (2007), reprise de Exit Music (For a Film).
- Ottoman pour la bande originale du film Une nuit à New York, sorti en 2008.
- Jonathan Low pour la bande originale du film Twilight, chapitre III : Hésitation, sorti en 2010.
- Cousins fait partie de la bande originale du jeu vidéo PES 2011 et apparait dans le film The Kids Are Alright.
- A-Punk fait partie de la bande originale de Just Dance 2 et Step Brothers sorti en 2008 et dans les pistes des jeux Rock Band 2 et Guitar Hero 5.
- Holiday apparaît dans la série Chuck au début du quatorzième épisode de la saison 3.
- Oxford Comma apparaît dans la série How I Met Your Mother au début du premier épisode de la saison 5, ainsi que dans les films Radiostars et I Love You, Man. Le titre Campus apparait aussi dans ce dernier.
- Mansard Roof apparaît dans la série Grey's Anatomy au milieu de l'épisode 14 de la saison 4.